# Up0-Schnittstelle
Die Up0-Schnittstelle ist eine Schnittstelle für Endgeräte innerhalb einer privaten ISDN-Installation bei Telefonanlagen.
Sie entspricht funktional der UK0-Schnittstelle im öffentlichen Netz. Verglichen mit dieser hat sie eine wesentlich geringere Reichweite, was damit begründet ist, dass Telefonanlagen nur Distanzen überbrücken müssen, die innerhalb eines Gebäudes auftreten, während im öffentlichen Telefonnetz bis acht Kilometer Anschlussleitungslänge die Regel sind. Unterschiede zwischen den beiden Schnittstellen gibt es in der Art und Weise, wie Bits codiert und übertragen werden.
Der Vorteil der Up0-Schnittstelle gegenüber dem ebenfalls bei privaten Installationen verwendeten S0-Bus ist die größere Reichweite. Diese beträgt je nach Leitungsqualität etwa zwei bis vier Kilometer. Dadurch ist auch bei größeren gebäudeinternen Verkabelungen ein Betrieb von digitalen Endgeräten (Systemtelefon, nicht aber reguläres ISDN-Telefon) möglich.
Im Gegensatz zum S0-Bus erfolgt der Anschluss von digitalen Endgeräten über eine einzige Doppelader. Somit kann eine vorhandene zweiadrige Gebäudeverkabelung weitergenutzt werden. Die verwendeten Anschlussdosen sind in der Regel RJ45-Dosen, die Drähte werden dabei auf Pin 4 und 5 aufgelegt. Die Übertragung auf dieser Verbindung erfolgt im Halbduplex-Betrieb: Beide Seiten senden abwechselnd mit der doppelten Geschwindigkeit. Dieses Verfahren wird auch als Ping-Pong-Verfahren bezeichnet. Im Unterschied dazu verwendet die UK0-Schnittstelle das Frequenzgleichlageverfahren.
Während an einem S0-Bus mehrere Endgeräte angeschlossen werden können, kann an einer Up0-Schnittstelle ohne zusätzliche technischen Maßnahmen nur ein Endgerät betrieben werden. Dennoch stehen an dieser Schnittstelle, wie beim S0-Bus, die zwei B-Kanäle mit jeweils 64 kbit/s und ein D-Kanal mit 16 kbit/s zur Verfügung. Manche Systemhersteller bieten modular erweiterbare Telefone an, bei denen mit einem entsprechenden Zusatzmodul ein weiteres Telefon an der Up0-Schnittstelle betrieben werden kann. Mit Analog-Modulen lassen sich so beispielsweise analoge Endgeräte wie Faxgeräte oder Anrufbeantworter anschließen, mit S0-Modulen ließe sich bei entsprechender Spannungsversorgung auch ein S0-Bus für ISDN-Endgeräte aus dem Telefon herausführen.